# Данило Киш: Живот, дело и бревијар
Данило Киш : живот, дело и бревијар (мађ. Danilo Kiš: Pályarajz és breviárium) је монографија о Данилу Кишу мађарске теоретичарке књижевности и есејисте Викторије Радич (мађ. Viktória Radics), објављена 2002. у Будимпешти. Српско издање објављено је 2005. године у издању "Форума писаца" из Београда, у преводу Марка Чудића. Поновљено издање објављено је 2019. године у издању Космос издаваштва из Београда и Нове књиге из Подгорице.

## О аутору
Викторија Радич је рођена у Сомбору 1960. године. На катедри за Мађарски језик и књижевност у Новом Саду завршила је студије, и 1983. се трајно настанила у Будимпешти. У периоду од 1999. до 2003. године радила је као лектор за мађарски језик на Катедри за хунгарологију Филолошког факултета у Београду. Ради као слободан уметник - у мађарској књижевној периодици објавила је неколико прича, есеја, приказа и критика. Бави се превођењем. Данило Киш : живот, дело и бревијар је њена прва самостална књига.

## О књизи
Данило Киш : живот, дело и бревијар је обимна књига која је настала као резултат темељних проучавања Кишових дела, докумената његовог живота, раздобља, културног и књижевног контекста у којем је деловао. 
Ауторка се свом у раду писања књиге служила различитим издањима Кишових дела, највише четраестотомним издањем његових Сабраних дела (БИГЗ, 1995.), као и Дјелима Данила Киша у заједничком издању загребачког "Глобуса" и београдске "Просвете" из 1983. Интервјуе из којих је наводила одломке налазе се у књизи Горки талог искуства (1991). Користила је и ЦД-РОМ са Кишовом оставштином који су приредили Александар Лазић и Предраг Јаничић, као и мнеге књиге о Данилу Кишу аутора Саве Бабића, Радослава Братића, Предрага Чудића, Светислава Јованова, Филипа Давида, Мирка Ковача, Бошка Крстића, Иване Миливојевић, и других.
Викторија Радич се у покушају да не раздваја све оно што у целини чини један стваралачки живот, одлучила за необичну композицију књиге. Леве странице књиге су означене под скупним називом фрагменти те су на њима исписивани цитати преузети било из Кишовог дела, из његових интервјуа, новинских колумни, било из писама, критика и коментара пишчевих пријатеља, савременика, писаца, критичара и теоретичара. Са десне стране, тече есејизирана биографија Киша. Приказана је биографија коју ауторка умешно проводи кроз све мене Кишовог живота и дела који се пред читаоцем одвијају не нужно хронолошки, али зато прегледно, пажљиво и одмерено у одабиру онога шта треба рећи и не пропустити.